# フジテレビ系列月曜夜7時台枠のアニメ
フジテレビ系列月曜夜7時台枠のアニメ（フジテレビけいれつげつようよるしちじだいわくのアニメ）は、過去にフジテレビ系列局が毎週月曜 19:00 - 19:30 および 19:30 - 20:00 （日本標準時）に放送していたテレビアニメの作品一覧である。基本的にはフジテレビが番組製作を担当していたが、系列局の関西テレビが製作した作品も一部ある。
かつて同じ時間帯に放送されていたテレビドラマについては

## 歴史

### 前半
前半での初放送作品は、海外アニメをつなぎ番組として放送した『月曜まんが大会』。国産アニメでは、第一次怪獣ブームの最中に開始した『ちびっこ怪獣ヤダモン』。
ドラマやバラエティ番組の放送によって中断・再開を繰り返してきた枠であり、1988年の『魁!!男塾』の終了とともにこの時間帯におけるアニメの放送は終了した。

### 後半
後半での初放送作品は、手塚治虫原作の『W3』。
この時間帯に放送されたアニメは上記『W3』を含めて3作品のみであり、21時台に放送されていた帯番組『スター千一夜』と『お茶の間寄席』が1969年にこの時間帯へ移動してきて以来、アニメの放送は行われていない。

## 放送作品一覧

### 19時00分 - 19時30分
| タイトル                                | 放送期間                       | 話数 | 制作会社                            | 原作                    | 備考                     |
| --------------------------------------- | ------------------------------ | ---- | ----------------------------------- | ----------------------- | ------------------------ |
| 月曜まんが大会                          | 1964年8月3日 - 8月31日         | 5    |                                     |                         | つなぎ番組。海外アニメ。 |
| ちびっこ怪獣ヤダモン                    | 1967年10月2日 - 1968年3月25日  | 26   | ピー・プロダクション                | うしおそうじ（原案）    |                          |
| のらくろ                                | 1970年10月5日 - 1971年3月29日  | 26   | TCJ動画センター                     | 田河水泡                |                          |
| 国松さまのお通りだい                    | 1972年4月3日 - 9月25日         | 20   | 虫プロダクション                    | ちばてつや              | 水曜19:00枠から移動。    |
| ワンサくん                              | 1973年4月2日 - 9月24日         | 26   | 虫プロダクション                    | 手塚治虫                | 関西テレビ製作。         |
| ゼロテスター ↓ ゼロテスター 地球を守れ! | 1973年10月1日 - 1974年12月30日 | 66   | 東北新社 創映社                     | 鈴木良武                | 関西テレビ製作。         |
| ブロッカー軍団IVマシーンブラスター      | 1976年7月5日 - 1977年3月28日   | 38   | 日本アニメーション 葦プロダクション | 葦プロダクション 八田朗 |                          |
| あしたへアタック!                       | 1977年4月4日 - 9月5日          | 23   | 日本アニメーション                  | 神保史郎（原案）        |                          |
| おれは鉄兵                              | 1977年9月12日 - 1978年3月27日  | 28   | 日本アニメーション シンエイ動画     | ちばてつや              |                          |
| 一球さん                                | 1978年4月10日 - 10月23日       | 26   | 日本アニメーション シンエイ動画     | 水島新司                |                          |
| 釣りキチ三平                            | 1980年4月7日 - 1982年6月28日   | 109  | 日本アニメーション                  | 矢口高雄                |                          |
| チックンタックン                        | 1984年4月9日 - 7月2日          | 11   | 学研 スタジオぴえろ                 | 石森章太郎              | 金曜16:30枠へ移動。      |
| ゲゲゲの鬼太郎（地獄編）                | 1988年2月8日 - 3月21日         | 7    | 東映動画 読売広告社                 | 水木しげる              | 土曜18:30枠から移動。    |
| 魁!!男塾                                | 1988年4月4日 - 11月14日        | 29   | 東映動画                            | 宮下あきら              | 木曜19:00枠から移動。    |

### 19時30分 - 20時00分
| タイトル                 | 放送期間                      | 話数 | 制作会社         | 原作             | 備考                  |
| ------------------------ | ----------------------------- | ---- | ---------------- | ---------------- | --------------------- |
| W3                       | 1966年2月14日 - 6月27日       | 17   | 虫プロダクション | 手塚治虫         | 日曜19:00枠から移動。 |
| アニマル1                | 1968年4月1日 - 9月30日        | 27   | 虫プロダクション | 川崎のぼる       |                       |
| 妖怪人間ベム（アニメ版） | 1968年10月7日 - 1969年3月31日 | 26   | 第一動画         | さかい・さぶろう |                       |